# Iglesia de San Bartolomé (Ulea)
La iglesia de San Bartolomé es un templo católico de entre el siglo XV y XVI en el municipio murciano de Ulea (España). Construida sobre una anterior mezquita, se reconvirtió en un templo cristiano a lo largo del siglo XVI. Desde el 13 de mayo de 1982 es un Bien de interés cultural bajo la identificación RI-51-0004642.

## Historia
Con la anexión de la taifa de Murcia a la Corona de Castilla en el siglo XIII, la Orden de Santiago comenzó a controlar el valle de Ricote hacia el 1285. En esta época, los mudéjares siguieron habitando sus tierras de origen. En este contexto, el edificio original de la iglesia debió tratarse de una mezquita morisca, que ya existía en el pueblo en el siglo XV. A partir del 23 de agosto del año 1505, por bula de Julio  II, siguió la advocación del patrón san Bartolomé el Apóstol. Es en estos años también que los musulmanes se vieron obligados a convertirse al catolicismo para poder permanecer en los ahora terrenos cristianos, por lo que sus edificios religiosos también se reconvirtieron.
En los siglos posteriores pasó por distintas ampliaciones y añadidos, como la torre del campanario. En el siglo XIX tuvo unas reformas menores y otras intervenciones, como la construcción del excusado o la linterna de la torre. Ya entre los años 1998 y 2002 recibió una rehabilitación en diferentes zonas: la fachada, la cubierta, el campanario y la capilla de la Inmaculada.

## Descripción
Enclavada en un lugar alto del municipio en la actual plaza central de Ulea, la iglesia ha sufrido una lenta evolución arquitectónica a lo largo de su historia. De la construcción original se conserva la nave de planta rectangular prácticamente intacta. Esta estructura se encuentra seccionada por tres arcos apuntados sobre los que resta un primitivo artesonado morisco de madera (que estuvo oculto y fue recuperado tras una restauración). En períodos posteriores el templo fue ampliándose por los lados —entre los contrafuertes— y se mejoró el presbiterio. También se levantó la torre del campanario en la cabecera de la iglesia.
Las antiguas esculturas desaparecieron en la Guerra Civil, por lo que las que se conservan en la actualidad son contemporáneas. La talla del patrón, san Bartolomé, es obra del artista valenciano Bellido, en tanto la Virgen de los Dolores es obra del modelista Carrillo, natural de Cieza. Las dos imágenes llegaron a la iglesia gracias a aportación cultural a partir de 1940.